# نبرد سیدیم
نبرد دره سیدیم، (به انگلیسی: Battle of the Vale of Siddim) که گاهی به آن نبرد نه پادشاه یا کشتار کدرلاعمر نیز می‌گویند، رویدادی در کتاب مقدس عبری است که در روزهای ابراهیم و لوط رخ می‌دهد. دریای مرده میدان نبرد شهرهای دشت رود اردن بود که علیه حکومت‌های میان‌رودان شورش می‌کردند.
در نبرد سیدیم، ابتدا کدرلاعمر و هم‌پیمانان پیروز بودند و وارد شهر سدوم و گموراه شدند. پس از غارت شهر، بسیاری از جمله لوط را به اسارت گرفتند. زمانی که خبر اسارت لوط به عمویش ابراهیم رسید، او یک گروه زبدهٔ ۳۱۸ نفری تشکیل داد و کدرلاعمر را تا شمال دمشق عقب راند و شکست داد.